# Серошево
Серошево (пол. Sieroszewo) — село в Польщі, у гміні Бонево Влоцлавського повіту Куявсько-Поморського воєводства.
Населення — 91 особа (2011).
У 1975-1998 роках село належало до Влоцлавського воєводства.

## Демографія
Демографічна структура станом на 31 березня 2011 року:
|          | Загалом | Допрацездатний вік | Працездатний вік | Постпрацездатний вік |
| -------- | ------- | ------------------ | ---------------- | -------------------- |
| Чоловіки | 45      | 10                 | 29               | 6                    |
| Жінки    | 46      | 9                  | 24               | 13                   |
| Разом    | 91      | 19                 | 53               | 19                   |